# Jan Schmid
Jan Schmid, född 24 november 1983, är en norsk utövare av nordisk kombination som ingick i det norska lag som vann silver i lagtävlingen vid Olympiska vinterspelen 2018.
Han har vunnit flera medaljer vid Världsmästerskapen i nordisk skidsport, bland annat individuella silver i Liberec 2009 och i Seefeld 2019.
Schmids föräldrar är från Schweiz och fram till 2006 tävlade han för Schweiz.